# シニスコーラ
シニスコーラ（イタリア語: Siniscola）は、イタリア共和国サルデーニャ自治州ヌーオロ県にある、人口約11,000人の基礎自治体（コムーネ）。

## 地理

### 位置・広がり

#### 隣接コムーネ
隣接するコムーネは以下の通り。
- イルゴリ
- ロデ
- ルーラ
- オニファーイ
- オロゼーイ
- ポザーダ
- トルペ

## 行政

### 分離集落
シニスコーラには、以下の分離集落（フラツィオーネ）がある。
- Berchida, Capo Comino, La Caletta, Santa Lucia, Iscra e Voes